# Dálnice v Estonsku

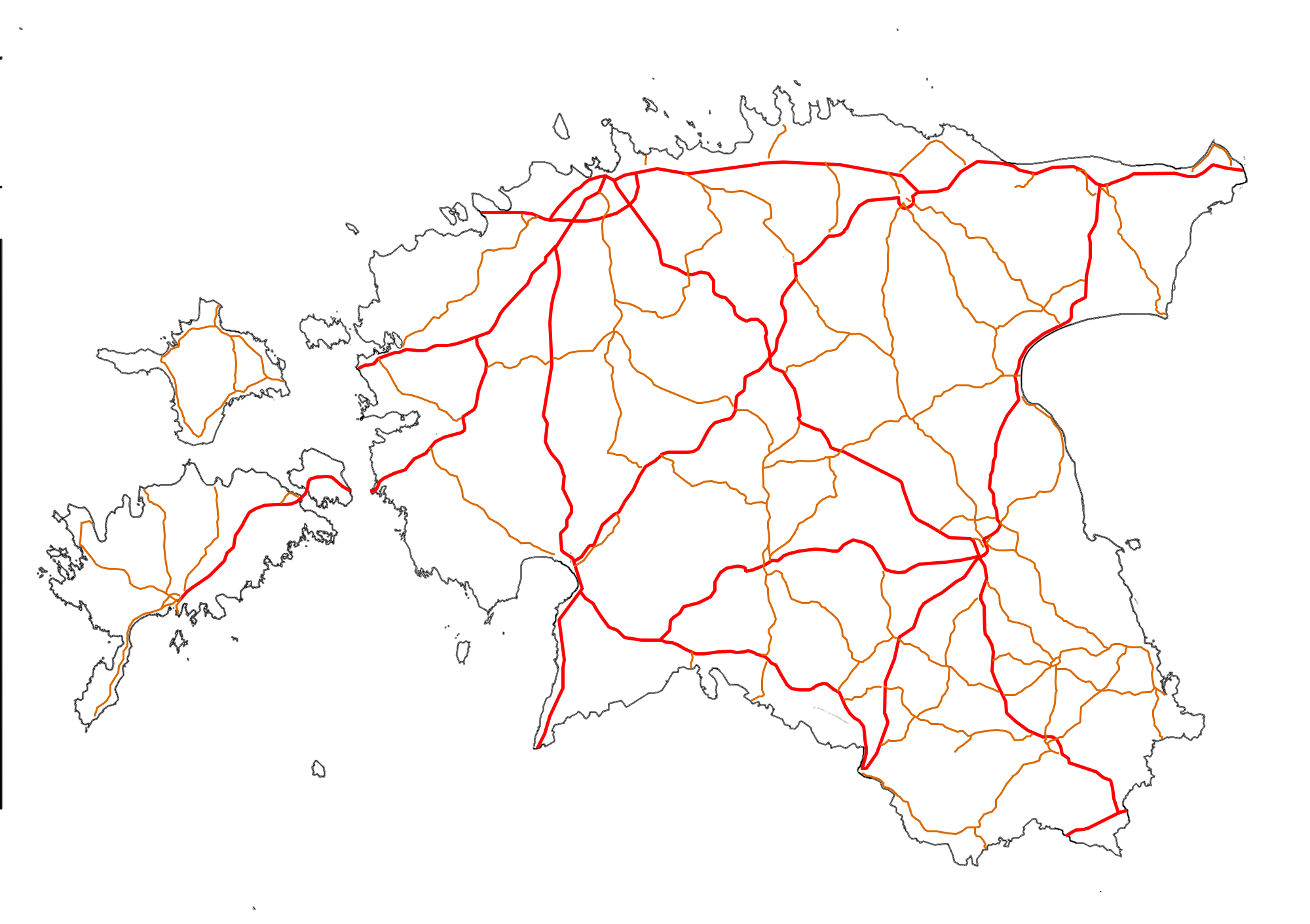
Schéma estonské silniční sítě červeně: dálnice

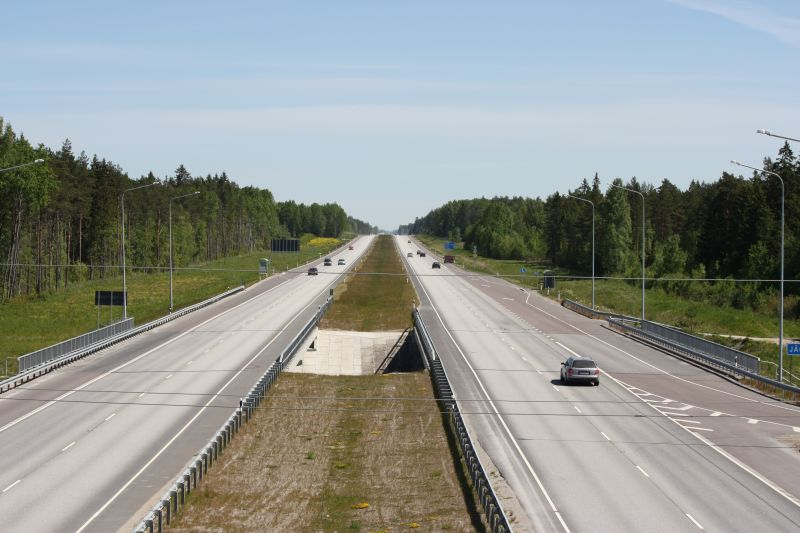
Dálnice T1 mezi Tallinnem a Narvou

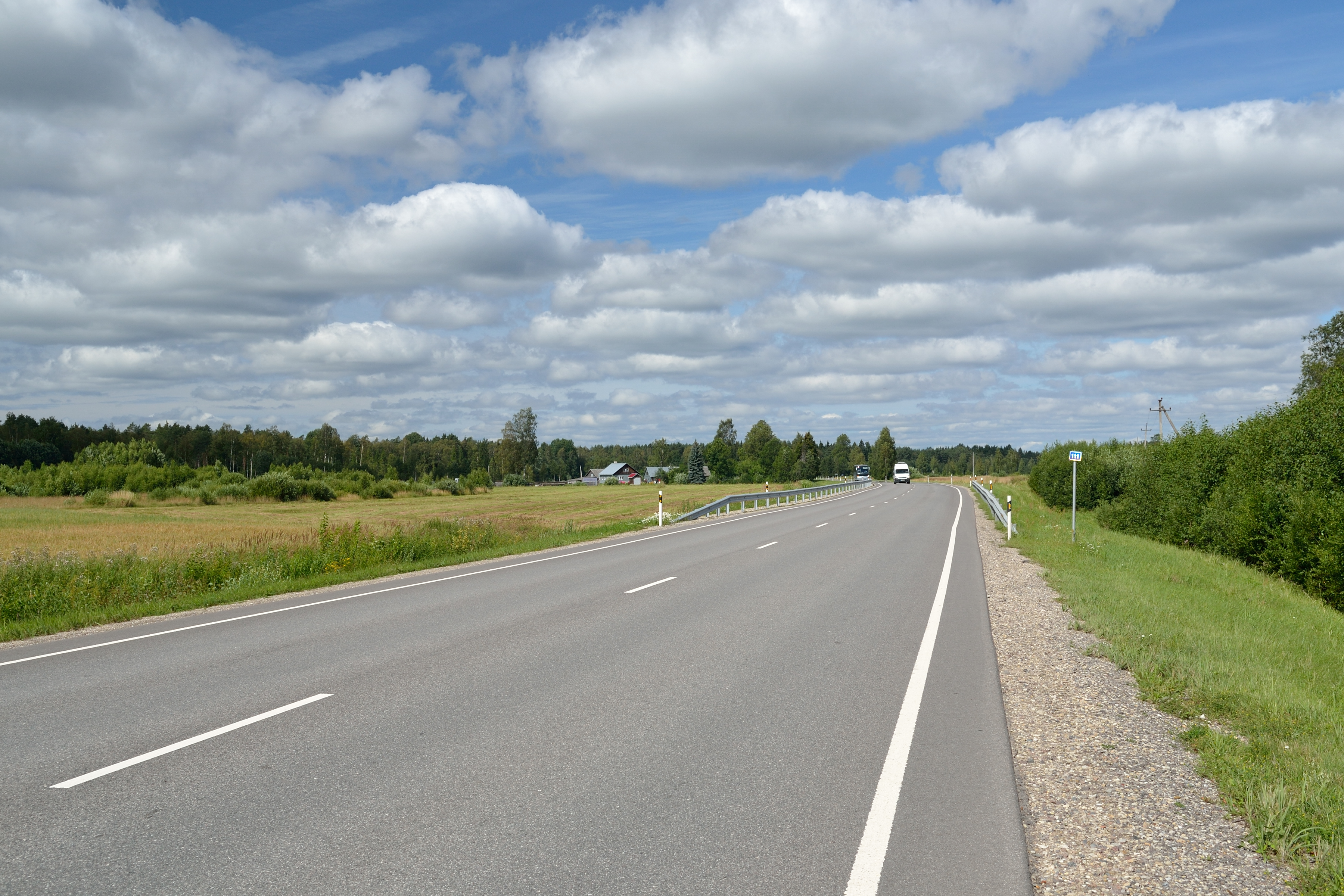
Dálnice T6

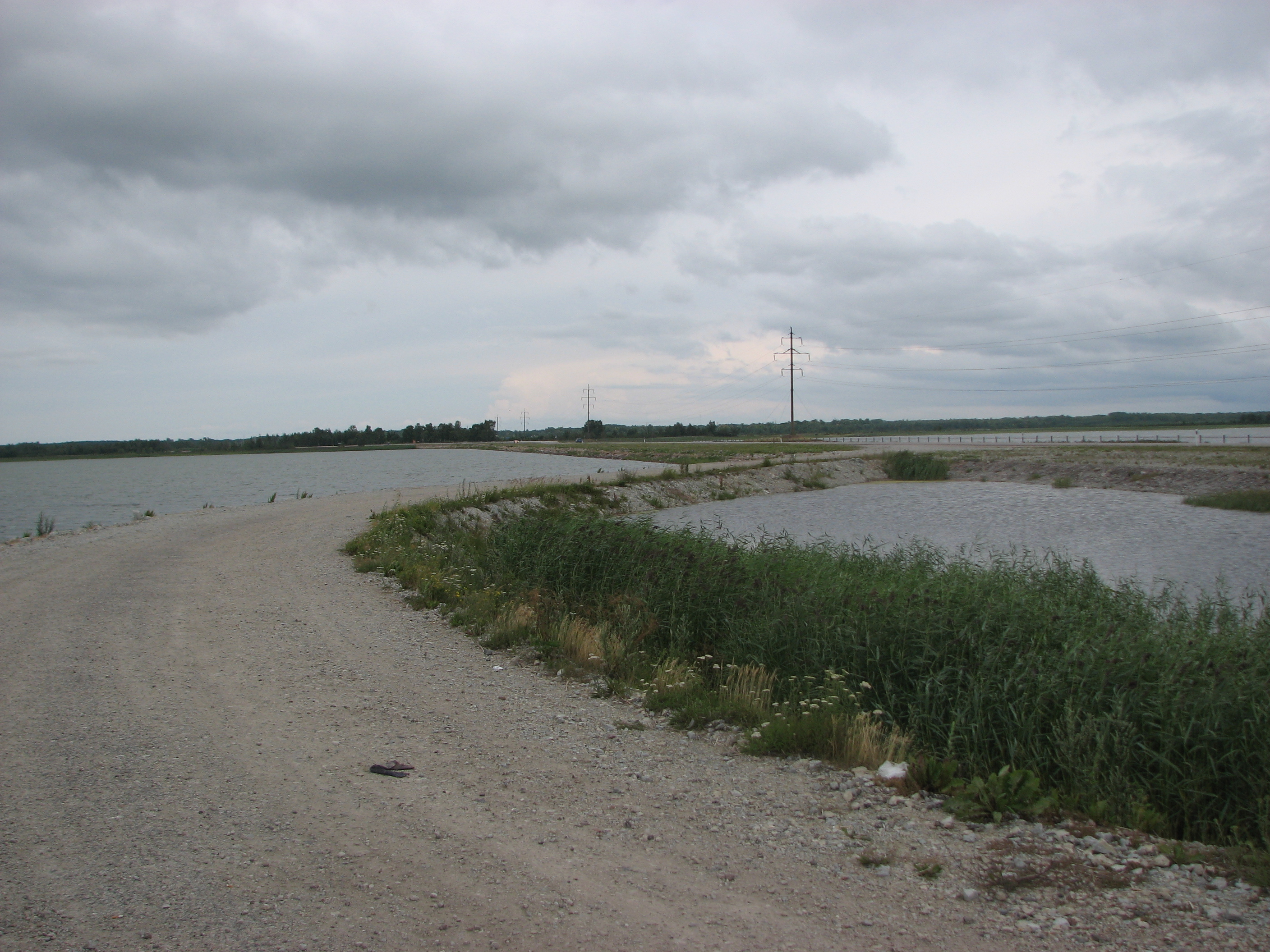
Dálnice T10, Väike Väin

Estonsko má velice malou dálniční síť, tedy úseků dálnic které odpovídají evropským klasifikacím pro dálnici. Většina cest, v Estonsku         označovaných jako "dálnice" jsou obyčejné dvouproudové silnice. Estonské dálnice tvoří 10% z estonské silniční sítě: jejich celková délka 1602 km, z toho 164,5 čtyřproudých. Maximální povolená rychlost je na dálnicích odpovídajících rychlostní komunikaci 110 km/h a na dálnicích odpovídajících pouze statusu silnice 90 km/h. Estonské dálnice nejsou zpoplatněné.

## Seznam dálnic
Dálnice jsou v Estonsku označovány písmenem T (tugimaantee - estonsky hlavní silnice)
| Číslo  | Mapa                                | Trasa                                                           | Konečná délka (km) | Celková délka vyhovující statusu dálnice (km) |
| ------ | ----------------------------------- | --------------------------------------------------------------- | ------------------ | --------------------------------------------- |
| M1-EE  | Estonian-national-route-1-map-white | Tallinn - Rakvere - Kohtla-Järve - Narva - Rusko (Dálnice A180) | 212                | 77,5                                          |
| M2-EE  | Estonian-national-road-2-map-white  | Tallinn - Paide - Tartu - Vöru - Lüta (T7)                      | 288                | 44                                            |
| M3-EE  | Estonian-national-road-3-map-white  | Jõhvi (T1) - Tartu - Valga (T6)                                 | 219,5              | 0                                             |
| M4-EE  | Estonian-national-road-4-map-white  | Tallinn - Pärnu - Lotyšsko (Dálnice A1)                         | 192                | 32                                            |
| M5-EE  | Estonian-national-road-5-map-white  | Pärnu - Paide - Rakvere (T1)                                    | 184                | 2                                             |
| M6-EE  | Estonian-national-road-6-map-white  | Uulu - Valga - Lotyšsko (Dálnice A3)                            | 125                | 0                                             |
| M7-EE  | Estonian-national-road-7-map-white  | Lotyšsko (Dálnice A2) - Misso - Rusko (Dálnice A212)            | 21                 | 0                                             |
| M8-EE  | Estonian-national-road-8-map-white  | Tallinn - Keila - Paldiski                                      | 47                 | 0                                             |
| M9-EE  | Estonian-national-road-9-map-white  | Ääsmäe (T4) - Haapsalu                                          | 81                 | 0                                             |
| M10-EE | Estonian-national-road-10-map-white | Risti (T9) - Lihula () - (Muhamaa) - (Saaremaa) - Kuressaare    | 143,5              | 0                                             |
| M11-EE | Estonian-national-road-11-map-white | jižní obchvat Tallinnu                                          | 38,5               | 9 Ve výstavbě: rozšíření na dálnici           |
| M92-EE | Estonian-national-road-92-map-white | Tartu (T2) - Viljandi - Kilingi-Nõmme (T6)                      | 122,5              | 0                                             |

### Plánované stavby
- Dálnice T2: v úseku Kose - Mäo je plánováno v roce 2018 přebudovat silnici na čtyřproudovou dálnici
- Dálnice T11 (Tallinský okruh): plánováno přebudovat na dálnici po celé trase do roku 2020.